# Гизе, Мариэтта Эрнестовна
Мариэ́тта Эрне́стовна Гизе (13 (26) июня 1914 — 16 марта 2011) — российский историк искусства, доктор искусствоведения, профессор Санкт-Петербургской государственной художественно-промышленной академии им. А. Л. Штиглица, автор книг и статей.

## Биография
Мариэтта Эрнестовна Гизе родилась 13 (26) июня 1914 года в Санкт-Петербурге, в семье известного врача-невропатолога Эрнеста Августовича Гизе. В 1938 году окончила  архитектурный факультет Государственного института живописи, скульптуры и архитектуры Всесоюзной академии художеств  по специальности  архитектор-художник.
Первую блокадную зиму 1941–1942 года провела в Ленинграде. С апреля 1942 года работала   тригонометристом в вычислительном отделе Государственного оптического института, затем вместе с бо́льшей частью сотрудников ГОИ была эвакуирована в город Йошкар-Ола. В 1945 году после возвращения из эвакуации поступила на работу в архитектурную мастерскую № 13 Ленпроекта, которую возглавлял действительный член Академии архитектуры СССР А. С. Никольский.
В 1948 году Мариэтта Эрнестовна получила предложение перейти на преподавательскую работу в Ленинградское высшее художественно-промышленное училище им. В. И. Мухиной , в общей сложности более 50 лет. Сначала на кафедре графики, затем на кафедре истории искусств и культурологии, где в должности профессора  работала практически до конца жизни. Подготовила и вела курсы по всеобщей истории искусства, истории орнамента, истории архитектуры, истории дизайна. М. Э. Гизе работала вместе с известными деятелями искусства, в числе которых: О. Л. Лялин, Л. Н. Линдрот, В. А. Кирхоглани, П. Е. Корнилов, М. А. Шепилевский, И. А. Вакс и В. С. Васильковский. В качестве педагога М. Э. Гизе запомнили и с благодарностью вспоминают студенты нескольких поколений. Её ученики работают во многих городах России, во Франции, в Нидерландах и Израиле.
Некоторое время М. Э. Гизе работала в Музее истории Санкт-Петербурга, где занималась формированием фонда архитектурной графики).
В 1951 году М. Э. Гизе на заседании ученого совета Института живописи, скульптуры и архитектуры им. И. Е. Репина защитила диссертацию на соискание ученой степени кандидата архитектуры по теме «Архитектурные принципы искусственного освещения города». В качестве приложения к диссертации автором был  выполнен проект  точечного освещения Невского проспекта со световым выявлением наиболее значительных архитектурных памятников. 1960–1970 годы можно считать началом исследований М. Э. Гизе, посвященных взаимосвязи художественной  и технической культуры России в XVIII – начале XX вв. Предметом её исследования становится художественное творчество в проектировании инструментов, приборов, машин и станков в его связях с научными и техническими достижениями своего времени.
В 1997 году, в возрасте 83-х лет, защитила диссертацию на соискание ученой степени доктора искусствоведения по теме «Зарождение и развитие художественного конструирования в России XVIII – начале ХХ вв». Сбор материалов по истории российского художественного конструирования Мариэтта Эрнестовна считала главным увлечением в своей жизни; результатом этой работы стала книга «Очерки истории художественного конструирования в России XVIII — начале ХХ вв» под редакцией В. Р. Аронова. Это исследование, выпущенное в 2008 году,  было удостоено «Знаком соответствия» Всемирного клуба петербуржцев с занесением в «Белую книгу».
Член трех творческих союзов – Союза архитекторов России, Союза художников России и Союза дизайнеров России. Награждена нагрудным знаком «Почетный работник высшего профессионального образования Российской Федерации», почетным знаком «За заслуги в развитии дизайна».
Член Всемирного клуба петербуржцев с 2008 года.

## Научная деятельность
Мариэтта Эрнестовна Гизе один из первых историков художественно–технической культуры России, автор более 40 научных работ. Основной сферой её научной деятельности являлось исследование взаимосвязи художественного и технического творчества. В её работах Формы проявления эстетической составляющей технического творчества рассматриваются на историческом материале российской техники XVIII — начале XX веков – периода зарождения и расцвета мануфактур, а затем и становления крупной машинной индустрии. Этот период получил название протодизайн.
Развитие художественных начал в российской технике рассматривается во взаимосвязи с народным творчеством, декоративно-прикладным искусством и характером архитектуры. Предметом  изучения становятся работы русских механиков-самоучек, уникальные приборы и инструменты, производство машин и станков, промышленные выставки и музеи. Исследования М. Э. Гизе базируются на большом фактическом материале, том числе, на ранее неизвестных архивных материалах из собраний Вологды, Нижнего Тагила, Екатеринбурга, Иркутска.
Погружение в историю художественно – технической культуры России XVIII — начале XX веков повлекло за собой и интерес к русским мастерам того времени. Внимания заслуживают биографические очерки, посвященные творчеству русских изобретателей и общественных деятелей А. К. Нартова и его сына А. А. Нартова, и материалы по истории художественно-технического образования заводских и технических кадров в России XVIII–XIX веков.
Наиболее полно исследования М. Э. Гизе представлены в книге «Очерки истории художественного конструирования в России XVIII — начале ХХ вв» под редакцией В. Р. Аронова. Материалы её научных исследований послужили основой создания  программы специального курса «Протодизайн в России. Выдающиеся мастера и мастерские XVIII - начала XX века»;  программы дисциплины «История дизайна, науки и техники».
Педагогическая и научная деятельность М. Э. Гизе отмечена нагрудным знаком «Почетный работник высшего профессионального образования Российской Федерации» и почетным знаком «За заслуги в развитии дизайна».

## Научные труды

### Монографии
1. Как украшать наш быт. - Л.: Лениздат‚ 1961.
2. Очерки художественного конструирования в России XVIII - начала XX в. - Л.: ЛГУ, 1978.
3. Нартов в Петербурге. - Л.: Лениздат, 1988.
4. Очерки истории художественного конструирования в России XVIII - начала XX вв. - СПб: СПбГУ, 2008. – 640 с., ил.

### Статьи (выборочно)
1. Архитектурные принципы искусственного освещения города: Автореф. дис на соискание ученой степени канд. Архитектуры Гизе, М.Э, 1951
2. Промышленные изделия и орнамент // Декоративное искусство СССР. 1959. № 3. 0,5 п. л.
3. Тема творчества - Октябрь // Творчество. 1959. № 11.
4. Из истории художественной промышленности // Искусство. 1961. №1.
5. Интересный лекторий // Декоративное искусство СССР. 1961. №10.
6. В чем красота жилища // Сборник «За здоровый быт». Л., Знание, 1962.
7. Реальная угроза // Декоративное искусство СССР. 1962.
8. Свет на улицах города // Строительство и архитектура  Ленинграда. 1964. № 8.
9. Художественное конструирование - новая область творчества по законам красоты // Эстетика в промышленности. Вып. 1. ЛВХПУ им. В. И. Мухиной. 1965.
10. Памятник славы под Ленинградом // Декоративное искусство СССР. 1966. № 1.
11. Сувениры к юбилею // Нева. 1970. № 4.
12. Радостное искусство // Нева. 1970 г. № 4.
13. Из истории отечественной оптико-механической промышленности // Оптико-механическая промышленность. 1972. № 7.
14. Морские инструменты механика Самойлова // Судостроение. 1972. № 9.
15. Инструментальный класс Академии художеств // Вопросы художественного образования. Вып. XII. Л.: Институт имени И. Е. Репина, 1970.
16. Рисовальная школа для художников и ремесленников //  Вопросы художественного образования. Вып. XV. Л.: Институт  имени И. Е. Репина, 1973.
17. Подвижной музей учебных пособий // Советская педагогика, 1973. 0,5 п. л.
18. Инструментальная палата Петербургской Академии наук // Вопросы истории естествознания и техники. Вып. 3. (56-57).М.: Изд. АН СССР, 1977.
19. Андрей Константинович Нартов - художник токарного  искусства // Каталог юбилейной выставки. ГЭ. СПб.: Галерея  // «Петрополь».
20. Петр Ермолаев и Михаил Семенов - создатели иллюстраций к книге А. К. Нартова // Краеведческие записки (исторические материалы). Вып. 1. СПб.: Государственный музей истории Санкт-Петербурга, 1993.
21. Проблема взаимоотношений западноевропейского и русского технического творчества в начале XVIII в. // Петербургские  чтения. Вып. 2. СПб.‚ 1993.
22. Авторы иллюстраций к «Театрум махинарум» А. К. Нартова Петр Ермолаев и Михаил Семёнов: Тезисы доклада // К истории науки и техники Санкт-Петербурга в первой половине XVIII в.  Конференция, посвященная А. К. Нартову СПб. 1993.
23. Андрей Андреевич Нартов: Тезисы доклада // К истории науки и техники Санкт-Петербурга в первой половине XVIII в. Конференция, посвященная А. К. Нартову. СПб., 1993.
24. Художественная кость в интерьере Петропавловского собора // Краеведческие записки (исторические материалы) // Вып. 2. СПб.: Гос. Музей истории Санкт-Петербурга, 1994.
25. Андрей Андреевич Нартов: Биографический очерк // Краеведческие записки (исторические материалы). Вып. 4. СПб. 1996.
26. Зарождение и развитие художественного конструирования в России XVIII – нач. XX в.: (Дис…. уч. ст. докт. наук). М.: Изд. «Икар», 1997.
27. В начале было ремесло // Мир дизайна. 1999. №1 (14).
28. Воспоминания об архитекторе Л. С. Катонине  // Три искусства. 1999. № 2.
29. Значение художественного образования заводских кадров XVIII –- первой половины XIX в. для истории техники // Месмахеровские чтения. Материалы научно-практической конференции  С.- ПГХПА. Апрель 1999 г. СПб., 2002.
30. А. К. Нартов во дворце Петра Великого на  Марциальных водах //  Месмахеровские чтения. Материалы научно-практической конференции. 2002. С.- ПГХПА.
31. Лев Линдрот. Художник, архитектор, педагог // Художественное наследие и современность // Сб. научных трудов кафедры теории и истории архитектуры и искусств. С.-ПГХПА. Вып. 3. СПб., 2004.
32. Архитектор Н. Н. Устинов // Художественное наследие и современность. Сборник научных трудов кафедры теории и истории архитектуры и искусств. С.-ПГХПА. Вып. З. СПб., 2004.
33. Андрей Нартов на Марциальных водах // Сборник научных трудов преподавателей и аспирантов за 2005г.С. - ПГХПА . СПб., 2006.

### Учебно-методическая материалы
1. Программа специального курса «Протодизайн в России. Выдающиеся мастера и мастерские XVIII - начала XX века». - СПб, 1998.
2. Программа дисциплины «История дизайна, науки и техники» по специальности 052400 «Дизайн». - СПб, 2003.

## Семья
Муж — инженер-конструктор Николай Николаевич Косниковский. 
Сын — дизайнер Сергей Николаевич Косниковский  (07.06.1947—23.11.2014)